# Чернецов, Севир Борисович
Севир Бори́сович Чернецо́в (16 декабря 1943, Кострома, Ярославская область — 3 февраля 2005, Санкт-Петербург) — советский и российский историк-эфиопист, исследователь христианской Эфиопии. Доктор исторических наук (1984). Один из авторов «Православной энциклопедии» и «Эфиопской энциклопедии».

## Биография
Окончил ахмарское отделение кафедры африканистики восточного факультета ЛГУ имени А. А. Жданова.
В 1974 году в Институте этнографии имени Н. Н. Миклухо-Маклая АН СССР под научным руководством члена-корреспондента АН СССР доктора исторических наук, профессор Д. А. Ольдерогге защитил диссертацию на соискание учёной степени кандидата исторических наук по теме «Эфиопские магические свитки (опыт филолого-этнографического исследования» (специальность 07.00.07 — этнография). Одним из его официальных оппонентов был Ю. В. Кнорозов.
В 1984 году в ЛГУ имени А. А. Жданова получил учёную степень доктора исторических наук (специальность 07.00.03 — всеобщая история) предоставив на защиту свою монографию «Эфиопские хроники XVI–XVII веков».
Автор множества публикаций по истории Эфиопии, переводчик исторических источников с амхарского и геэза, член редакционной коллегии журнала «Христианский Восток».
Был женат на литературоведе М. В. Рождественской, дочери поэта Всеволода Рождественского. Сын Никита (род. 1972) — орнитолог, член-корреспондент РАН.

## Научные труды

### Монографии
- Эфиопская феодальная монархия в XIII—XVI вв. — М.: «Наука», 1982. — 309 с.
- Эфиопские хроники XVI—XVII веков. — М.: «Наука», 1984.
- Эфиопские хроники XVII—XVIII веков. М.: «Наука», 1989.
- Эфиопская феодальная монархия в XVII в. — М.: «Наука», 1990. — 323, [2] с. ISBN 5-02-016738-X
- Эфиопские хроники XVIII века. — М.: «Наука», 1991.

### Статьи
на русском языке
- К вопросу об изучении народных верований в Эфиопии. // Тезисы докладов научной сессии ЛО ИЭ АН СССР, 1969.
- Экстатический культ Зар в Эфиопии. // Краткое содержание докладов ИЭ АН СССР, 1971.
- Понятие магии и религии и отношения между собой в связи с понятием сверхъестественного. // Краткое содержание докладов ИЭ АН СССР, 1972.
- Глагольные аналитические конструкции в современном амхарском языке. // Africana. Африканский этнографический сборник IX. ТИЭ, т. C, Л., 1972.
- Эфиопская магическая литература // Советская этнография. — 1972. — № 6.
- «Хроника галла» и реформы царя За-Денгеля. // Основные проблемы африканистики, 1973.
- Имена в эфиопских магических свитках. // Народы Азии и Африки. — 1973. — № 6.
- Магическая литература и её роль в развитии религиозных представлений и письменности. // Краткое содержание докладов ИЭ АН СССР, 1974.
- Эфиопская литература в XVII веке. // Africana. Африканский этнографический сборник X. ТИЭ, т. CIII, Л., 1975.
- Эфиопская картина собрания МАЭ и легенда о св. Сисиннии и Верзилье. // Сборник МАЭ, т. 31, 1975.
- Описание эфиопских рукописных амулетов из собрания МАЭ. // Сборник МАЭ, т. 31, 1975.
- Некоторые наблюдения над особенностями общественно-политической лексики в современном амхарском языке. // Тезисы докладов на III Всесоюзной конференции семитологов, 1977.
- Кто такие амхара? // Этническая история Африки. М., 1977.
- Церковь и государство в этнической истории Эфиопии XIII—XIV веков. // Этническая история Африки. М., 1977.
- «История галла» как этноисторический источник. // Africana. Африканский этнографический сборник XI. ТИЭ, т. CV, Л., 1978.
- Эфиопский заупокойный сборник «Свиток Оправдания». // Палестинский сборник, № 26, 1978.
- Эфиопские хронографы. // История Африки. Хрестоматия. М., 1979.
- Средневековая Эфиопия и Древний Египет. // Страны и народы Востока, т. XXI, 1980.
- Эфиопская аналогия к «Верзилову колу». // Краткое содержание докладов ИЭ АН СССР, 1980.
- Некоторые наблюдения над особенностями новой лексики и революционной фразеологии в современном амхарском языке. // Africana. Африканский этнографический сборник XII. ТИЭ, т. CIX, Л., 1980.
- Церковь и государство в Эфиопии в XV в. // Народы Азии и Африки, № 5, 1980.
- Некоторые предположения относительно причин происхождения эфиопской версии «Славы царей». // Эфиопские исследования. М., 1981.
- Из фольклора эфиопских книжников. // Палестинский сборник, вып. 27, 1981.
- Миф, живопись и историография в средневековой Эфиопии. // Сборник МАЭ, т. 37, 1981.
- Памфлет «Государь Менелик и Эфиопия» нэгадоаса Гебре Хей-вота Байкеданя — одного из эфиопских просветителей. // Africana. Африканский этнографический сборник XIII, т. CXI, Л., 1982.
- К происхождению эфиопского династического трактата «Слава царей». // Africana. Африканский этнографический сборник XIII, т. CXI, Л., 1982.
- Крестьянские ассоциации в Эфиопии как орган революционного самоуправления. // Традиция и современность, 1983.
- Эфиопия: этнополитическая ситуация. // Расы и народы, № 13, 1983.
- Исторические предпосылки эфиопского просветительства как идейного движения в общественно-политической жизни Эфиопии на рубеже XIX и XX веков. // Africana. Африканский этнографический сборник XIII, т. CXI, Л., 1984.
- Следы архаических норм права в «Житии царя Лалибалы» (Эфиопия). // Africana. Африканский этнографический сборник XIII, т. CXI, Л., 1984.
- Эфиопская рукописная книга. // Рукописная книга в культуре народов Востока. М., 1987.
- Эфиопская литература. // История всемирной литературы, т. IV, М., 1987.
- Этнографическая наука в Эфиопии. // Этнографическая наука в странах Африки. М., 1988.
- Эфиопская литература. // История всемирной литературы, т. V, М., 1988.
- Эфиопская литература. // История всемирной литературы, т. VI, М., 1989.
- Эфиопская литература. // История всемирной литературы, т. VII, М., 1991.
- Нарушительница норм женского поведения в Эфиопии XVII в. — героиня «Жития матери нашей Валата Петрос». // Этнические стереотипы мужского и женского поведения, СПб., 1991.
- Исследования в области агиологических источников истории Эфиопии после Б. А. Тураева. // Кунсткамера, вып. 10, 1996.
- Эфиопская традиционная живопись (по материалам коллекций Кунсткамеры). // Кунсткамера, вып. 11, 1997.
- Путешествие Александра Великого из Иерусалима в рай и обратно. // Живая старина, 3, 1997.
- Фотография, не упомянутая в посольском донесении сто лет тому назад. // Живая старина, 4(20), 1998.
- Развитие культуры печатей в Эфиопии (XVII—XX вв.) и VI нумизматическая конференция, 1998.
- «Книга повествования о вейзаро Бафане Вольде Микаэль» — первой жене Менелика II. // Христианский Восток, т. 1(7), 1999.
- Женщина и власть на страницах эфиопской средневековой христианской литературы. // «Астарта», вып. 2, 1999.
- Чудеса в эфиопских житиях святых. // Мифология и повседневность, вып. 2, 1999.
- Роль монастырей в Эфиопии. // Монастырская культура, 1999.
- Собор Эфиопской Церкви 1721 г. // История Древней Церкви в научных традициях XX в., 2000.
- Riches and Honor of Ethiopian kings. // Христианский Восток, т. 2(8), 2000.
- Редкая фотография Гебре Селласе (1844—1912), секретаря и историографа эфиопского императора Менелика II. // Христианский Восток, т. 2(8), 2000
- Эфиопский дневник русского врача, 1898—1899. // Вестник Восточного Института. Acta Institutionis Orientalis № 2 (10) т. 5, 2001.
- Национальный вопрос в современной Эфиопии: кто его поставил?. // Манифестация № 2, 2001.
- Из истории отечественной эфиопистики (краткие биографии). // Манифестация № 2, 2001.
- Ещё раз о воздушном путешествии Александра Великого из Иерусалима в рай и обратно. // Палестинский сборник, № 100, 2003.
- Литературные источники гнева императрицы Таиту, обрушившегося на Афеворка Гебре Иясуса в 1894 г., и его последствия. // Ежегодная богословская конференция Православного Свято-Тихоновского Богословского института. М., 2003.
- Дмитрий Алексеевич Ольдерогге как «молодой африканист». // Дмитрий Алексеевич Ольдерогге в письмах и воспоминаниях. СПб., 2003.
- Ответ на вопросы по теме «Современные тенденции в антропологических исследованиях». // Антропологический форум № 1, СПб., 2004.
- Некролог «Памяти Николая Михайловича Гиренко». // Антропологический форум № 1, СПб., 2004.

на других языках
- The «History of the Gallas» and death of Za-Dengel, King of Ethiopia (1603—1604). IV Congresso Internazionale di Studi Etiopi-ci, t. I, 1974.
- Historische Wurzeln der aethiopischen Revolution. // Ethnographisch-Archaeologi-sche Zeitschrift, 26 Jrg, Heft 1, 1983.
- Who wrote «The History of King Sarsa Dengel» — was it the Monk Bahrey?. Proceedings of the VIII Interna-tional Confe-rence of Ethiopian Studies, vol. 1, 1988.
- Medieval Ethiopian historiographers and their methods. Proceedings of the IX International Conference of Ethiopian Studies, vol. 5, 1988.
- On the origin of the Amhara. // St. Petersburg Journal of African Studies, No. 1, 1993.
- Ethiopian Magic Literature. // St. Petersburg Journal of African Studies, No. 3, 1994.
- A curious French postcard. // St. Petersburg Journal of Afri-can Studies, No. 3, 1994.
- The crisis of Ethiopian royal historiography and its consequences in the 18th century . Proceedings of the XI Interna-tional Confe-rence of Ethiopian Studies, vol. 1, 1994.
- On the question of royal succession during Zague period. // St. Petersburg Journal of African Studies, No. 4, 1995.
- On the problem of ethnogenesis of the Amhara. // Der Sudan in Vergangenheit und Gegenwart, 1995.
- Investigations in the domain of hagiological sources for the history of Ethiopia after Bris Turayev. // St. Petersburg Journal of African Studies, No. 5, 1995.
- Ethiopian traditional painting: on the materials of collection of Peter the Great’s Kunstkammer. // St. Petersburg Journal of African Studies, No. 8, 1997.
- Entorn al problema de l’ethnogenesi dels Amhara. // Studia Africana. Barcelona, 8, Març, 1997.
- Ethiopian painting No. 2591-1 from Kunstkamera collection. New Offsrpings of Addis Ababa Fine Art School, 1997.
- Ethiopian traditional painting (with special reference to the Kunstkamera collection of Ethiopian paintings. // Ethiopia in broader perspective. Papers of the XIII International Conference of Ethiopian Studies, vol. III, 1997.
- «The Book of Narration» of Wäyzäro Bafäna Wäldä Mika’el — the first wife of Menilek II Saints // Biographies and History in Africa. Peter Lang, 2003.
- A short story of St. Täklä Haymanot’s ancestors and his «heritage» (rist) in the Däbrä-Libanos version of his Vita. // Oriens Christianus, Bd. 87, 2003.
- Life and death of Elsa’e, the second abbot of Däbrä Asbo monastery, according to Däbrä Libanos hagiographic tradition. // Studia Aethiopica.Im homor of Siegbert Uhlig. Harrasowitz Verlag, Wiesbaden, 2004.